# Eerste kaarten van Parijs

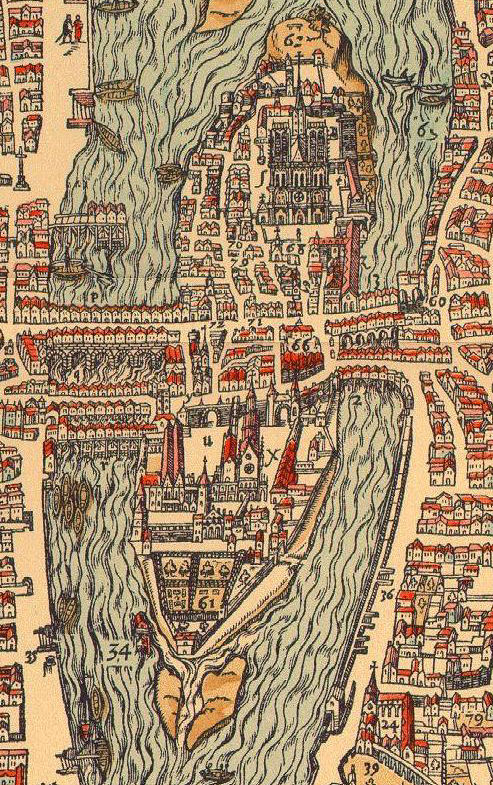
Île de la Cité, detail uit de Kaart van Belleforest (1575).

De eerste kaarten van Parijs (Frans: premiers plans de Paris) zijn een reeks van kaarten van de stad Parijs in vogelvlucht. De originele kaart, gemaakt in de periode 1523-1530, is verloren gegaan maar ze diende als model voor verschillende overgeleverde kaarten van de stad uit de tweede helft van de 16e eeuw tot in de 17e eeuw.

## Beschrijving
Tot het einde van de 17e eeuw en tot in de 18e eeuw was het de gewoonte kaarten van steden in vogelvluchtperspectief te tekenen waarbij gebouwen en straten onderaan de kaart groter worden afgebeeld dan bovenaan de kaart. Pas aan het einde van de 17e eeuw kwamen plattegronden als bovenaanzicht in zwang.
De eerste kaart werd niet getekend in noord-zuidoriëntatie, maar met het oosten onderaan. Dit gebeurde om de naar het oosten georiënteerde façades van de kerken te kunnen weergeven. Gevolg is dat de Seine verticaal op de kaart is weergegeven.

## Eerste kaart
De eerste kaart, die model stond voor alle kaarten van Parijs tot 1609, is verloren gegaan. Ze werd gemaakt door een team van topografische tekenaars in opdracht van de Franse koning. Dit gebeurde ten vroegste in 1523, het jaar van de oprichting van het Collège de la Merci binnen de Parijse universiteit, en ten laatste in 1530. Op de kaart zijn immers poorten van de omwalling van Filips II Augustus weergegeven die in dat jaar werden afgebroken. Deze kaart mat 5 meter op 4 of 6 meter op 5. Deze eerste kaart werd een eerste keer bijgewerkt in 1535 om veranderingen in de stad weer te geven en werd daarna verder bijgewerkt tot 1550.

## Eerste generatie kaarten
In de verschillende stadia van haar bestaan werd de eerste kaart gebruikt als model om er kopieën of etsen van te maken. Deze staan bekend als de eerste kaarten of de eerste generatie kaarten, maar de juiste chronologie van deze kopieën staat niet helemaal vast.

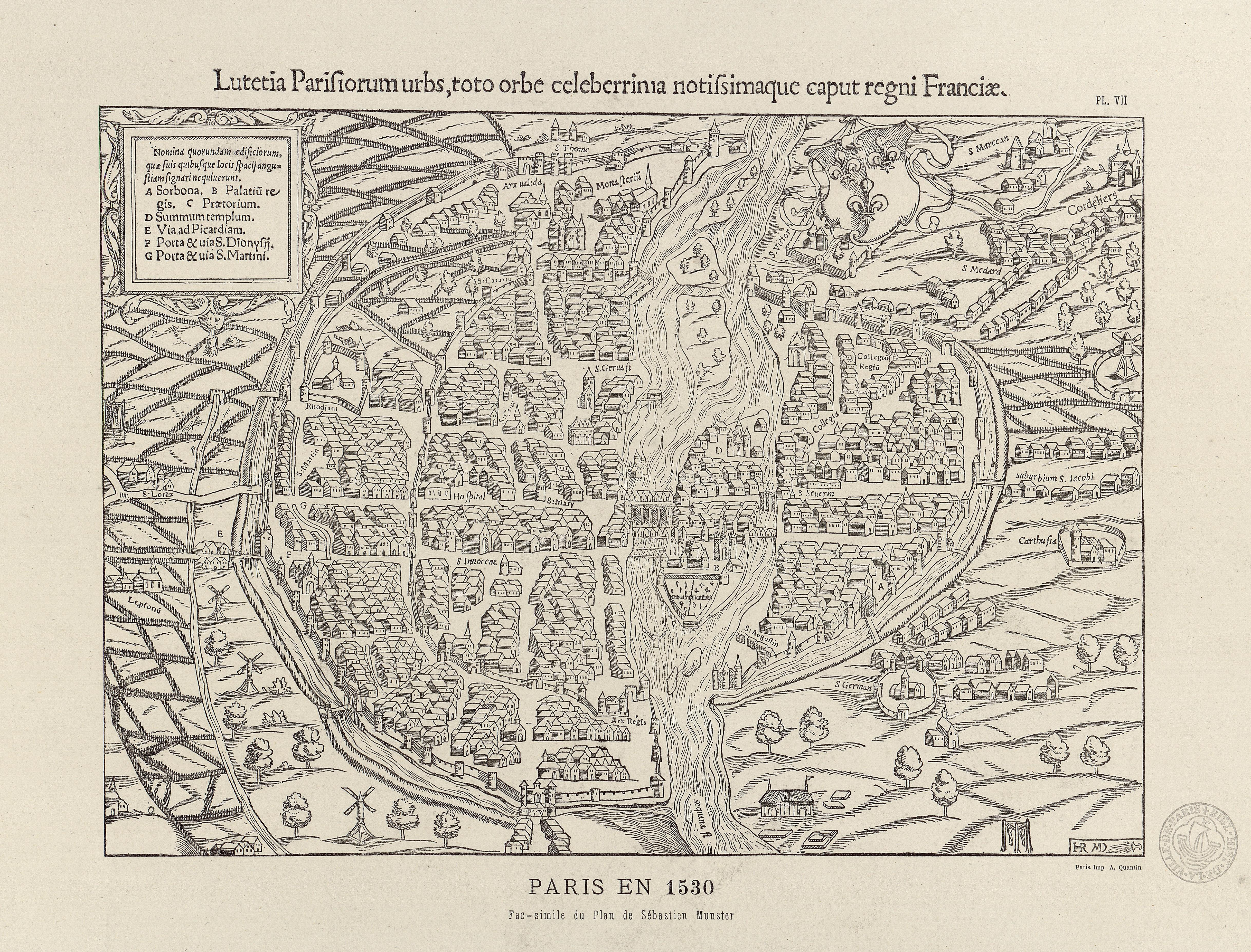
Kaart van Münster
Kaart van Braun
Grande Gouache (19e-eeuwse foto van het origineel)
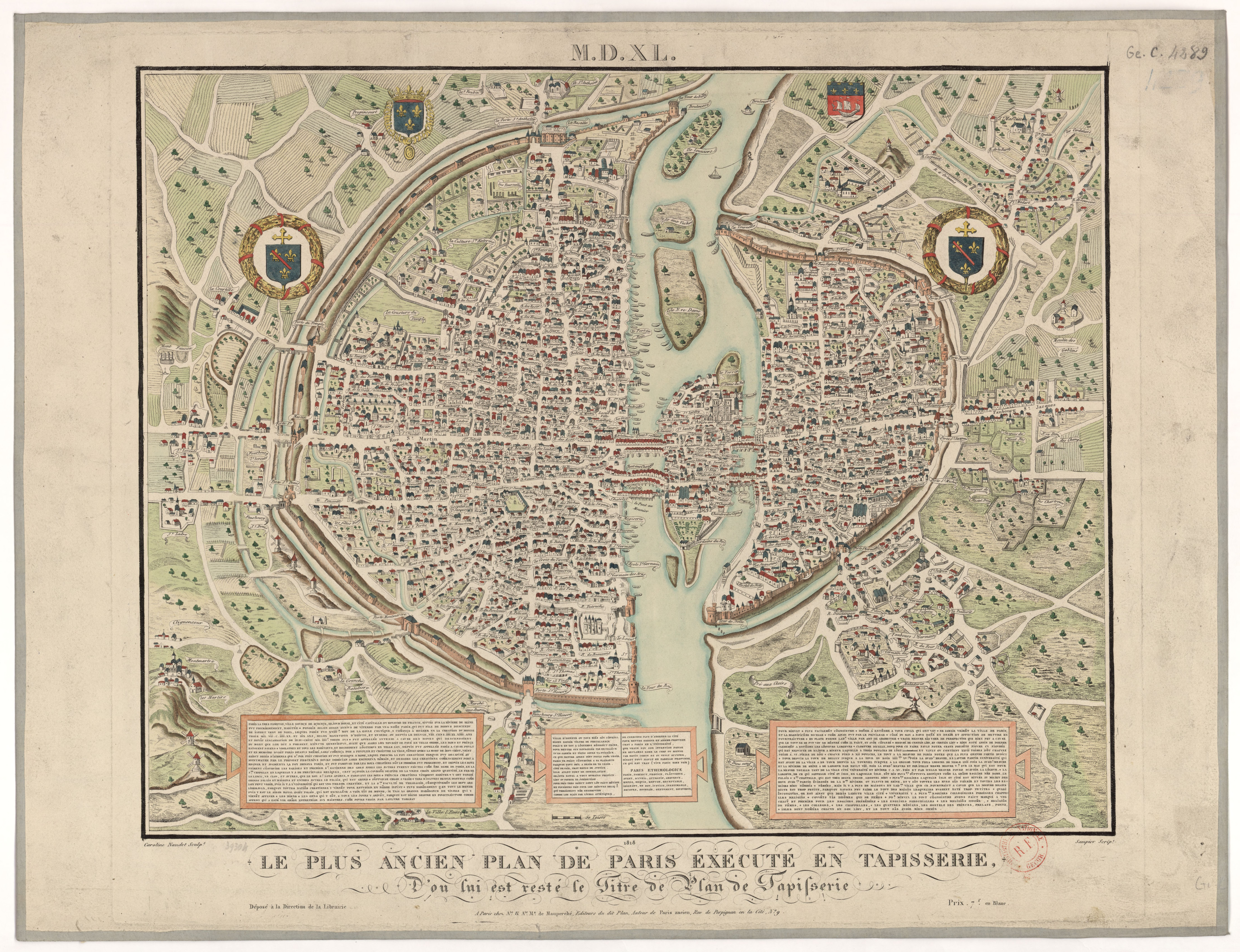
Kopie in waterverf van de Tapisserie
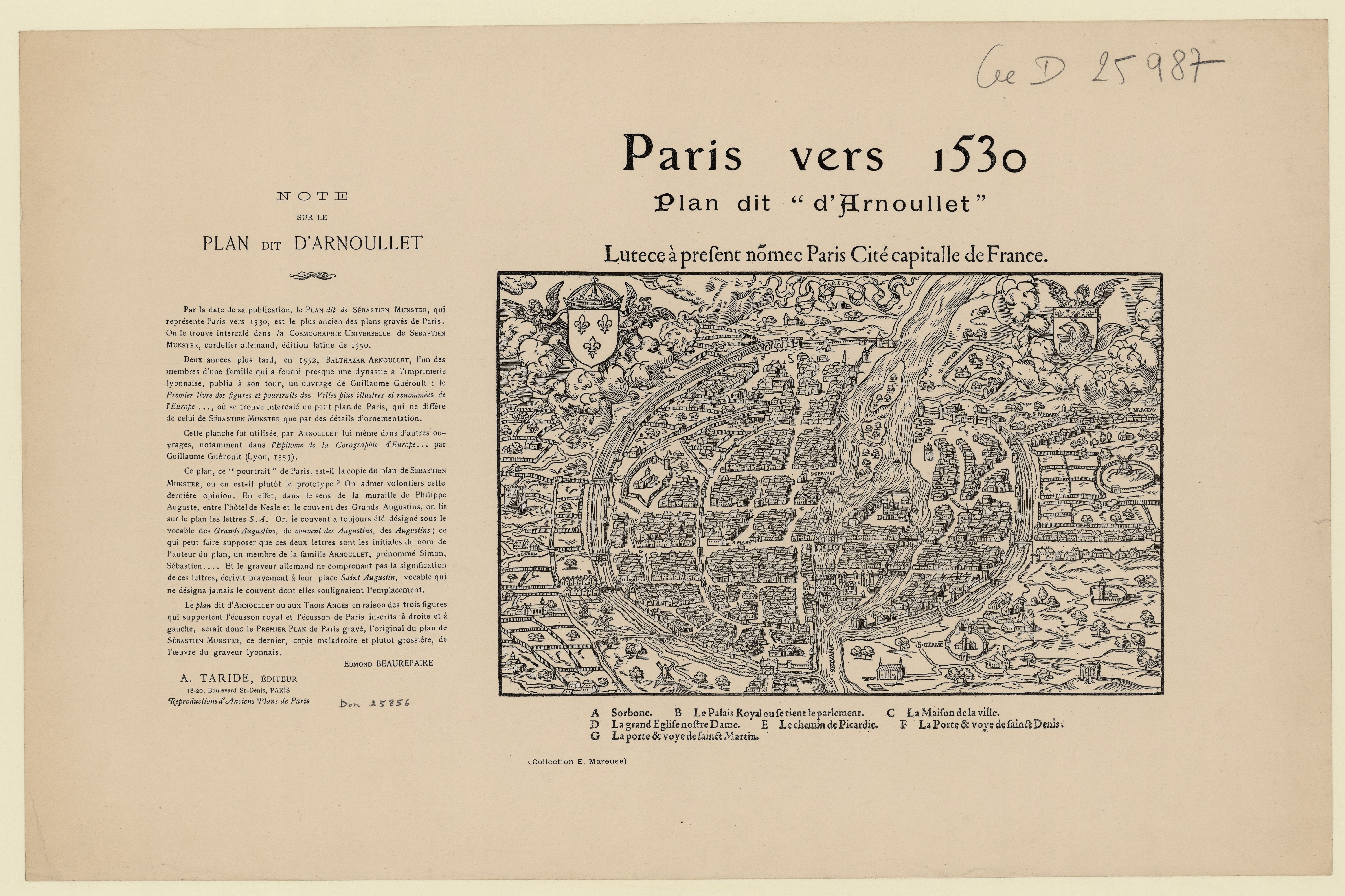
Kaart van Arnoullet
Kaart van Saint-Victor
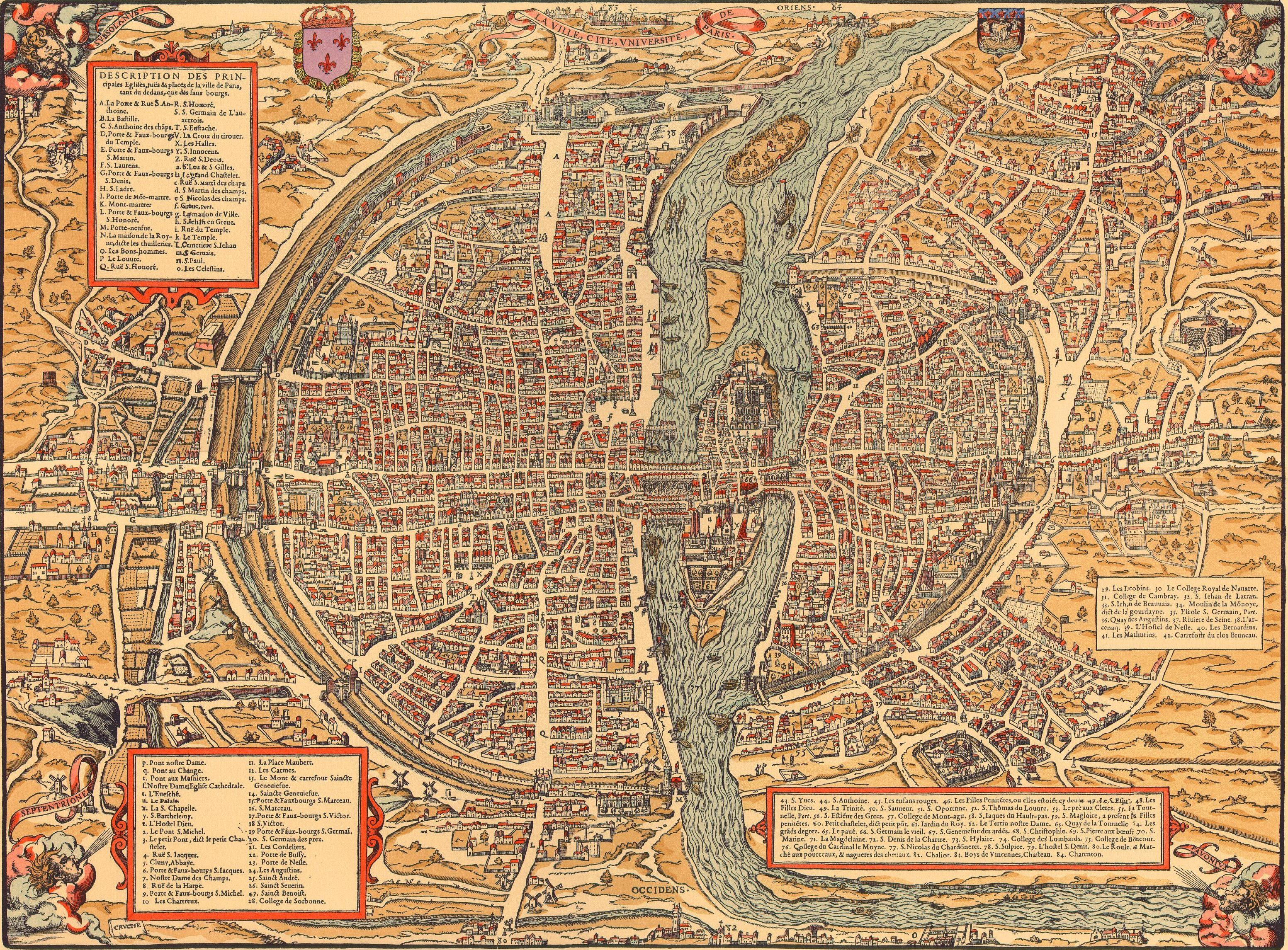
Kaart van Belleforest
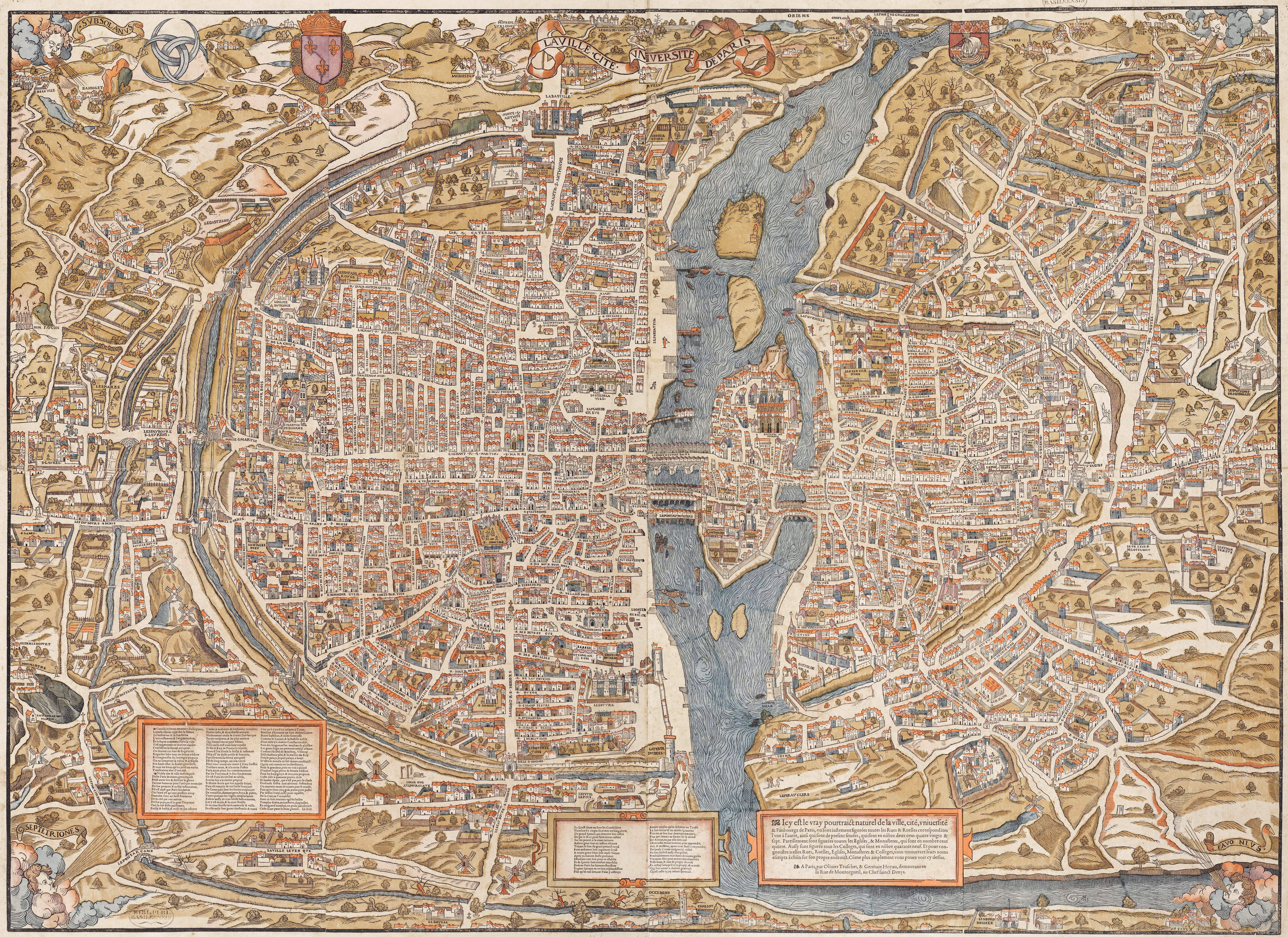
Kaart van Truschet en Hoyau
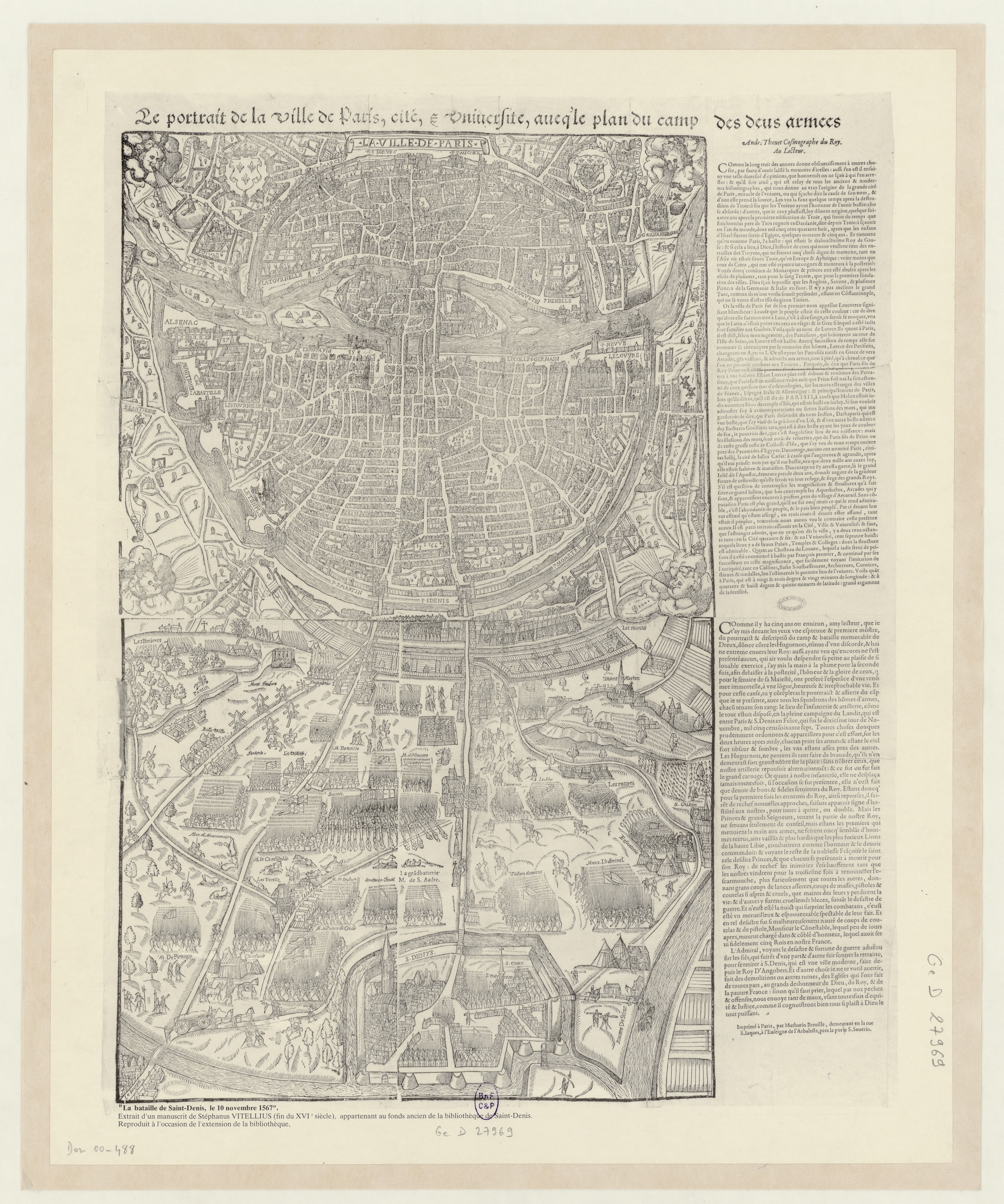
Kaart van Thevet

### Kaart van Münster
Deze gegraveerd kaart werd vervaardigd rond 1550 op basis van de eerste versie van de eerste kaart van voor 1530. Ze verscheen in de tweede editie van Cosmographie universelle van Sébastien Münster. Het gaat om een kleine (36 op 27 cm), weinig gedetailleerde kopie met grote fouten in de verhoudingen. Noch Sébastien Münster, noch etser Hans Rudolf Manuel Deutsch hadden ooit Parijs bezocht.

### Kaart van Braun

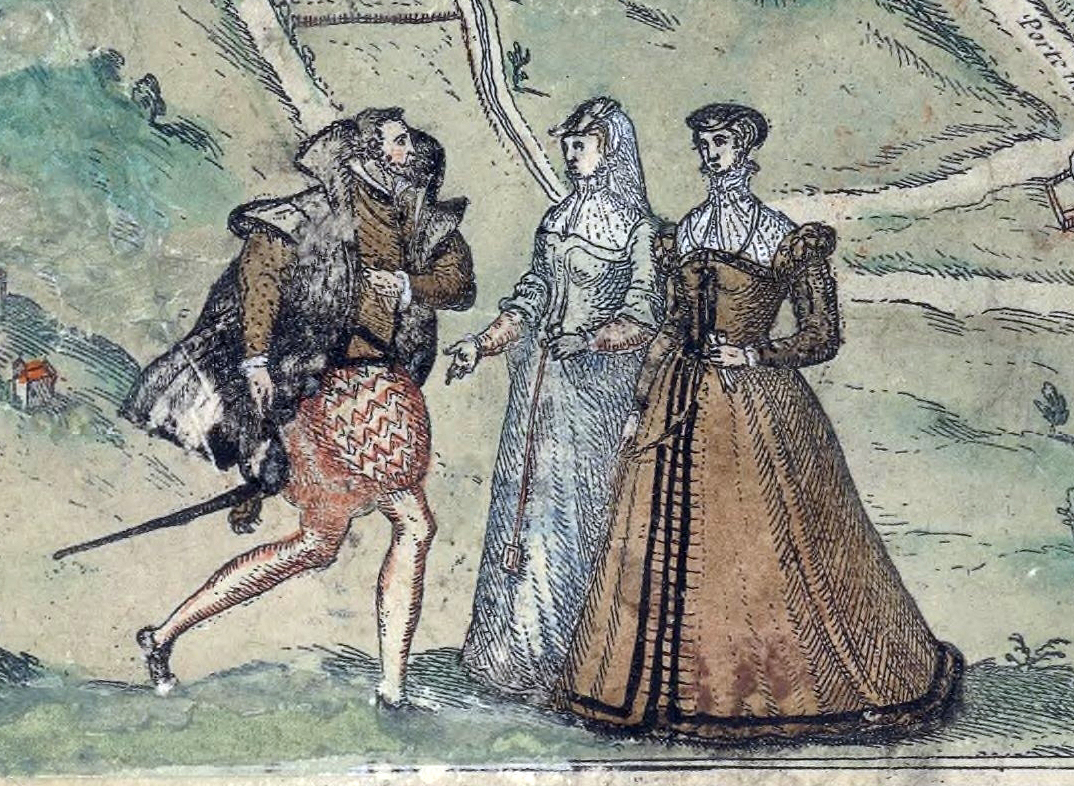
Net als op de kaarten van de andere steden in het boek van Braun zijn links onderaan drie personen afgebeeld.

De kaart van Braun, ook Braun en Hogenberg, is een gegraveerde kaart uit 1572. Ondanks deze relatief late datum is ze gebaseerd op de eerste versie van de eerste kaart van voor 1530. Ze maakt onderdeel uit van een reeks gravures van plattegronden van steden, Civitates orbis Terrarum, gedrukt in Keulen in 1572. Het gaat om een kopergravure van 48 op 34 cm die weinig gedetailleerd is. De kaart werd vervaardigd door Georg Braun, kanunnik van de kathedraal van Keulen die de teksten schreef, Simon van der Novel (tekenaar) en Franz Hogenberg (etser). Deze kaart kwam tot 1623 terug in verschillende gedrukte boeken.

### Kaart van deGrande Gouache
Deze kaart werd getekend rond 1540 op basis van de (tweede) versie van 1535 van de eerste kaart. De kaart droeg het wapen van Étienne de Montmirail. Het was een getrouwe weergave van het eerste kaart op een gelijkaardige schaal 1/650, waarbij de opvallendste gebouwen extra werden uitvergroot. Deze geschilderde kaart behoorde in de 17e eeuw toe aan de familie de Noailles en rustte daarna in het Hôtel-Dieu. Na de Franse Revolutie kwam ze terecht in de archieven van de stad Parijs. Ze ging verloren bij de brand van het stadhuis van Parijs in 1871, maar ze werd vooraf wel gefotografeerd door Adolphe Berty.

### Kaart van deTapisserie

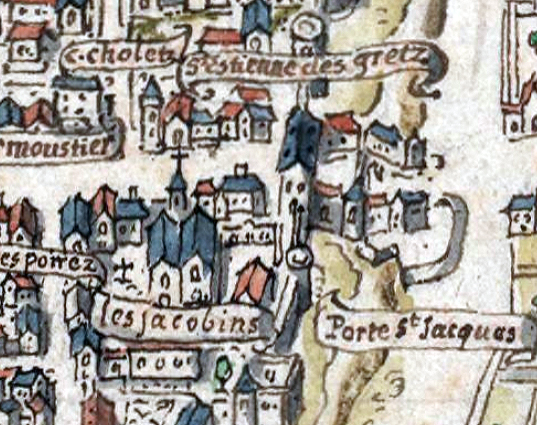
Detail van de porte Saint-Jacques op de waterverfkopie van de Tapisserie.

Deze geweven kaart ontstond rond 1570 in opdracht van kardinaal Karel van Bourbon. Het ging om een grote kaart op basis van de (tweede) versie van 1535 van de eerste kaart, op een gelijkaardige schaal. Door de gebruikte techniek was deze kaart echter weinig gedetailleerd. In 1737 kwam de kaart in het bezit van de stad Parijs en werd op regelmatige tijdstippen tentoongesteld. Rond 1788 werd het wandtapijt, dat tegen dan in zeer slechte staat was, weggeworpen. Er bestaat wel een kopie in waterverf van het einde van de 17e eeuw van de Tapisserie in de collectie van de Nationale Bibliotheek. Deze kopie is geschilderd op schaal 1/9 van de Tapisserie en is net als zijn voorbeeld weinig gedetailleerd.

### Kaart van Arnoullet
Deze gegraveerde kaart werd gemaakt in 1551 voor Balthazar Arnoullet. Ze werd waarschijnlijk gemaakt op basis van de weinig precieze kaart van Münster en niet op basis van de versie van 1550 van de eerste kaart.

### Kaart van Saint-Victor
Deze kaart werd gemaakt rond 1550 en is genoemd naar de Abdij van Saint-Victor waar ze werd bewaard. Het gaat om een kopergravure. Het is de oudst gekende getrouwe gravure van de eerste kaart, want de eerdere bekende gravures (kaarten van Münster en Arnoullet) waren erg herleide weergaven van de eerste kaart. De kaart werd gemaakt in het atelier van architect Jacques Androuet du Cerceau en geeft de toestand van Parijs omstreeks 1550 weer. Zo is de pont Saint-Michel (1547) weergegeven. Ze is dus gemaakt op basis van de (derde) versie van 1550 van de eerste kaart. De kaart bestaat uit vier vellen met een totale grootte van 80,5 cm op 67 cm.

### Kaart van Belleforest
Deze gegraveerde kaart werd gemaakt door Pierre Eskirch (etser) in opdracht van François de Belleforest (1530-1583) voor zijn boek Cosmographie universelle de tout le monde, gedrukt in Parijs in 1575, dat plattegronden van 63 Europese steden bevat. Deze kopergravure op één vel meet 55 op 41 cm en is gemaakt op basis van de kaart van Saint-Victor. Toch zijn er enkele originele toevoegingen uit de bouwperiode onder koningen Frans I en Hendrik III zoals het Tuilerieënpaleis en de nieuwe stadsversterking tussen de Bastille en de Seine.

### Kaart van Truschet en Hoyau

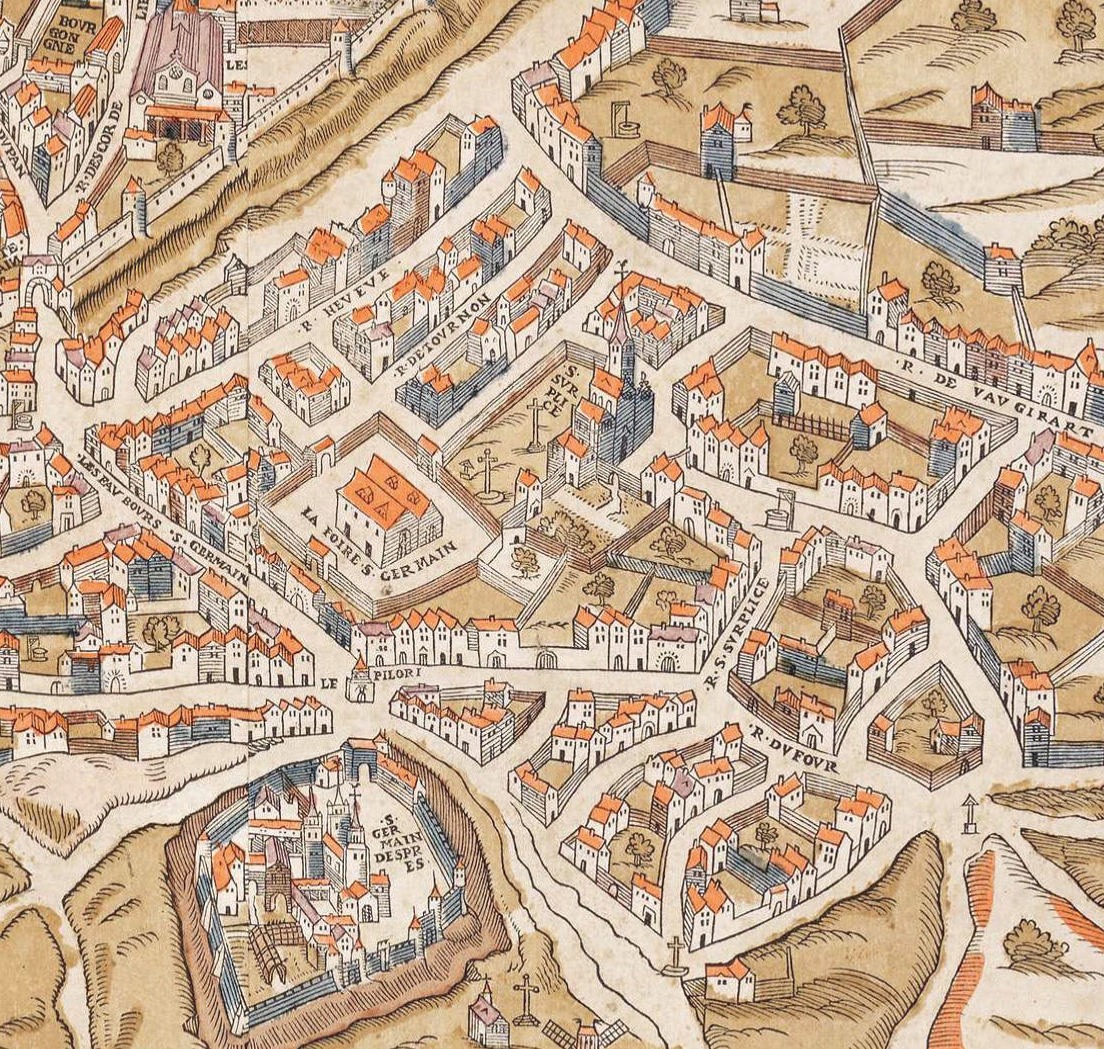
De omgeving van Saint-Sulpice op de Kaart van Truschet en Hoyau.

Deze gegraveerde kaart wordt ook de kaart van Bazel (plan de Bâle) genoemd omdat het enige overgebleven exemplaar bewaard wordt in Bazel. Het is de grootste en mooiste van de gegraveerde kopieën van de eerste kaart. Het gaat om acht vellen met een totale grootte van 133 op 96 cm. Ze werd gemaakt rond 1553 op basis van de (derde) versie van 1550 van de eerste kaart door Germain Hoyau (tekenaar) en Olivier Truschet (etser).

### Kaart van Thevet
Deze gegraveerde kaart uit 1568 is gebaseerd op de eerste kaart van Parijs maar de oriëntatie van de kaart is anders. De stad is weergegeven met het noorden onderaan en de Seine horizontaal. Dit gebeurde om onderaan de stad de Slag van Saint-Denis (1567) te kunnen weergeven. De kaart werd vervaardigd door André Thevet en gedrukt door Mathurin Breuille.

## Tweede generatie kaarten
Pas in 1609 verschenen er kaarten van de stad Parijs die niet gebaseerd waren op de eerste kaart. De kaarten van Vassalieu en van Quesnel (beide uit 1609) werden ook getekend in vogelvlucht, maar hebben een andere oriëntering. De Seine loopt er diagonaal door de kaart en de nieuwe vestingwerken rond de stad zijn weergegeven. Benedit de Vassalieu was een ingenieur van de artillerie die ook topografische opmetingen uitvoerde.

Kaart van Vassalieu